# Revolutionair Socialistische Partij (1929-1935)
De Revolutionair Socialistische Partij (RSP) was een Nederlandse revolutionair-socialistische politieke partij. De partij werd in 1929 opgericht vanuit het Revolutionair Socialistisch Verbond (RSV), en fuseerde in 1935 met de Onafhankelijke Socialistische Partij (OSP) tot de Revolutionair Socialistische Arbeiderspartij (RSAP). De RSP had sterke banden met het Nationaal Arbeids-Secretariaat (NAS). Henk Sneevliet was de voorzitter van de partij.

## Geschiedenis
De vroegste voorlopers van de RSP waren de lokale Revolutionair-Socialistische Comités in onder andere Rotterdam, die in 1927 en '28 opgericht werden door dissidenten uit de Communistische Partij Holland (CPH), die hun partij verlieten na de machtsovername van Stalin in de Sovjet-Unie. Deze comités fuseerden in 1928 tot het Revolutionair Socialistisch Verbond (RSV). Dit verbond richtte in februari 1929 samen met oud-leden van de Socialistische Partij de RSP op, die onder leiding van Henk Sneevliet kwam te staan. De RSP werd in 1934 lid van de Internationale Communistische Liga (ICL) van Trotski en, net als de OSP, van het Internationaal Bureau der Links-Socialistische Partijen (Londens Bureau).
De RSP had, net als de SP voor haar, sterke banden met het Nationaal Arbeids-Secretariaat (NAS), de radicaal-linkse vakcentrale waar Sneevliet secretaris van was. In 1929 had de partij zo'n 350 leden, grotendeels afkomstig uit het NAS. Bij de Tweede Kamerverkiezingen 1929 haalde de RSP 0,64% van de stemmen, net te kort voor een zetel.
De jaren daarna groeide het ledental langzaam. Bij de Statenverkiezingen van 1931 behaalde de partij één zetel in Noord-Holland, en bij de daaropvolgende gemeenteraadsverkiezingen kwam de partij zeven raden binnen.
Vanaf 1932 wist de partij beter in te spelen op de economische crisis, en zij groeide van 490 leden in 1931 naar rond de 1.000 in 1935. De NAS en de RSP speelden onder meer een prominente rol in de textielstakingen van 1932. Ook werd er steun verleend aan de muiterij op Hr.Ms. De Zeven Provinciën in 1933, waarvoor Sneevliet in de gevangenis kwam. Met de slogan "Sneevliet, van de cel in de kamer" verwierf de RSP bij de verkiezingen van 1933 één Kamerzetel.
Vanaf 1933 werden fusiebesprekingen ingezet met de OSP, die het jaar daarvoor uit de SDAP was afgesplitst. Deze hadden pas in 1935 succes, waardoor de Revolutionair Socialistische Arbeiderspartij (RSAP) ontstond. In deze nieuwe partij, die zo'n 3700 leden telde, waren de oud-OSP'ers numeriek in de meerderheid, maar de oud-RSP'ers voerden ideologisch de boventoon. Eerste voorzitter van de RSAP was OSP-oprichter Piet J. Schmidt, secretaris werd Sneevliet.

## Politiek
De RSP streefde naar klassenstrijd en revolutie, en zag zichzelf als erfgenaam van het vroege prestalinistische bolsjewisme van Lenin en Trotski. Na de revolutie wilde de partij een vorm van radensocialisme vestigen. De partij wordt vaak beschouwd als een trotskistische partij, maar Sneevliet en Trotski kenden meningsverschillen over de verhouding tussen partij en vakbond.
Strijdpunten waren onder andere: grootschalige werkloosheidsbestrijding, een premievrije verzekering tegen werkloosheid, opheffing van alle censuur, amnestie voor politieke gevangenen en dienstweigeraars, afschaffing van het koningschap en van de Eerste Kamer, afschaffing van de krijgsmacht en bewapening van de arbeiders, volledige gelijkstelling van mannen en vrouwen, verlaging van de kiesgerechtigde leeftijd en afschaffing van de geheime diplomatie.
Er moest verder een zesurige werkdag komen, bescherming voor vrouwelijke en jeugdige arbeiders, een verbod op nachtarbeid, een minimumloon, een wettelijke vakantie en een premievrij staatspensioen op 55-jarige leeftijd. Krotten moesten worden opgeruimd en volkshuisvesting diende te worden bevorderd. Onderwijs moest tussen 6 en 16 jaar kosteloos worden.
Behalve typisch revolutionair-socialistische strijdpunten, was ook de onafhankelijkheid van Nederlands-Indië een belangrijk speerpunt. De RSP steunde de muiterij op Hr.Ms. De Zeven Provinciën in 1933.
Het electoraat van de RSP was aanvankelijk geconcentreerd in de grote steden. Bij de Tweede Kamerverkiezingen 1933 kreeg ze 48.405 stemmen, 20.000 daarvan werden in de gemeente Amsterdam behaald. Het ledental van de partij groeide van 350 in 1929 naar rond de 1000 in 1935.